# Idiocnemis patriciae
Idiocnemis patriciae là loài chuồn chuồn trong họ Platycnemididae. Loài này được Gassman & Richards mô tả khoa học đầu tiên năm 2008.